# Brambang Darussalam
Brambang Darussalam is een bestuurslaag in het regentschap Bondowoso van de provincie Oost-Java, Indonesië. Brambang Darussalam telt 2185 inwoners (volkstelling 2010).